# 横浜市立鶴ヶ峯中学校
横浜市立鶴ケ峯中学校（よこはましりつ つるがみねちゅうがっこう）は、神奈川県横浜市旭区にある公立中学校である。

## 部活動
- 野球部
- サッカー部
- 女子ソフトボール部
- 男子ソフトテニス部
- 女子ソフトテニス部
- 陸上競技部
- 男子バレーボール部
- 女子バレーボール部
- 男子バスケットボール部
- 女子バスケットボール部
- 男子バドミントン部
- 女子バドミントン部活
- 剣道部
- 柔道部
- 吹奏楽部
- 美術部
- 茶道部

などがある。

## 主な学校行事
- 体育祭
- 鶴中祭（文化祭）

## 有名卒業生
- 阿波野秀幸（プロ野球選手）1979年度卒　横浜市立桜丘高等学校～亜細亜大学硬式野球部
- 荒井直樹（前橋育英高等学校野球部監督）1979年度卒　日本大学藤沢高等学校～いすゞ自動車～日本大学藤沢高等学校元野球部監督
- 上田晃弘(衆議院議員)1966年度卒。
- 大河内志保（タレント）
- 田中真帆（プロスノーボーダー、プロウェイクボーダー）